# Distretto di Göle
Il distretto di Göle (in turco Göle ilçesi) è uno dei distretti della provincia di Ardahan, in Turchia.